# Macrosternus lafertei
Macrosternus lafertei är en skalbaggsart som beskrevs av Sylvain Auguste de Marseul 1853. Macrosternus lafertei ingår i släktet Macrosternus och familjen stumpbaggar. Inga underarter finns listade i Catalogue of Life.